# Pherallodus indicus
Pherallodus indicus — вид риб родини присоскоперових (Gobiesocidae).

## Поширення
Вид поширений на коралових рифах Тихого океану.

## Опис
Тіло вузьке та витягнуте, завдовжки до 3 см. Забарвлення тіла темно-червоне з численними неправильними білими прожилками на спині та боках.

## Спосіб життя
Населяє скелясті береги та коралові рифи, іноді асоціюється з морськими їжаки Stomopneustes variolaris та Heterocentrus trigonarius.